# 톰과 제리의 비디오 게임 목록
이 문서는 톰과 제리의 캐릭터가 주인공으로 등장하는 비디오 게임 목록이다.

## 비디오 게임 목록
- 톰과 제리 (1989년 비디오 게임)
- 톰과 제리: 양키 낙서의 고양이 아스트로피
- 톰과 제리: 고양이와 쥐의 궁극적인 게임!
- 톰과 제리 (1992년 비디오 게임)
- 톰과 제리 (1993년 비디오 게임)
- 톰과 제리: 더 무비
- 톰과 제리: 광란의 장난
- 톰과 제리 (1999년 비디오 게임)
- 톰과 제리: 모피의 주먹
- 톰과 제리: 하우스 트랩
- 톰과 제리: 마우스 공격!
- 톰과 제리: 쥐 사냥
- 톰과 제리: 마법의 반지
- 톰과 제리: 수염의 전쟁
- 톰과 제리: 지옥의 탈출
- 톰과 제리 치즈 체이스
- 톰과 제리 음식 싸움
- 톰과 제리 테일즈
- 톰과 제리 핀볼 추격전
- 톰과 제리: 마우스 미로
- 톰과 제리: 톰과 제리 대추격전!
- 톰과 제리 배우고 놀기
- 톰과 제리: 체이스